# Internationaal Verdrag betreffende de instelling van een Internationaal Fonds voor vergoeding van schade door verontreiniging door olie
Het Internationaal Verdrag betreffende de instelling van een Internationaal Fonds voor vergoeding van schade door verontreiniging door olie (International Convention on the Establishment of an International Fund for Compensation for Oil Pollution Damage, FUND-verdrag) is een internationaal verdrag uit 1992 van de Internationale Maritieme Organisatie. 
Het verdrag is een uitbreiding van het CLC-verdrag. Het is ontworpen om de scheepseigenaar te ontheffen van oneerlijke aansprakelijkheden omwille van onvoorspelbare omstandigheden. Het verhoogt eveneens de maximaal bedrag van de beperking van aansprakelijkheid. Het fonds is verplicht om slachtoffers van vervuiling te betalen als de schade de maximale aansprakelijkheid van de scheepseigenaars overschrijdt, er geen verantwoordelijke scheepseigenaar is of als de scheepseigenaar niet in staat is om te betalen.